# Dapanoptera fascipennis
Dapanoptera fascipennis är en tvåvingeart som beskrevs av De Meijere 1913. Dapanoptera fascipennis ingår i släktet Dapanoptera och familjen småharkrankar. Inga underarter finns listade i Catalogue of Life.